# Cantó de Le Kremlin-Bicêtre
El cantó de Le Kremlin-Bicêtre és un cantó francès del departament de Val-de-Marne, situat al districte de L'Haÿ-les-Roses. Té 2 municipis i el cap és Le Kremlin-Bicêtre.

## Municipis
- Gentilly
- Le Kremlin-Bicêtre

## Història
| Data d'elecció                           | Identitat        | Partit | Qualitat |
| ---------------------------------------- | ---------------- | ------ | -------- |
| 1967-1976                                | Hélène Edeline   | PCF    |          |
| 1976-1982                                | Jean-Paul Kayser | PCF    |          |
| 1982-1994                                | Michèle Martelli | PCF    |          |
| 1994-                                    | Alain Desmarest  | PCF    |          |
| les dades anteriors no són pas conegudes |                  |        |          |
|                                          |                  |        |          |

## Demografia
| A partir de 1990: Població sense dobles comptes |